# Irische Frauen-Cricket-Nationalmannschaft in Bangladesch in der Saison 2024/25
Die Tour der irischen Cricket-Nationalmannschaft nach Bangladesch in der Saison 2024/25 fand vom 27. November bis zum 9. Dezember 2024 statt. Die internationale Cricket-Tour war Bestandteil der Internationalen Cricket-Saison 2024/25 und umfasste drei WODIs und drei WTwenty20s. Die WODIs waren Teil der ICC Women’s Championship 2022–2025. Bangladesch gewann die WODI-Serie mit 3–0 und Irland die Wtwenty20-Serie mit 3–0.

## Vorgeschichte
Für beide Mannschaften war es die erste Tour der Saison. Das letzte Aufeinandertreffen der beiden Mannschaften bei einer Tour fand in der Saison 2018 in Irland statt.

## Stadien
Die folgenden Stadien wurden für die Tour als Austragungsort vorgesehen.
| Stadion                                | Stadt  | Kapazität | Spiele       |
| -------------------------------------- | ------ | --------- | ------------ |
| Sher-e-Bangla National Cricket Stadium | Dhaka  | 26.000    | 1. – 3. WODI |
| Sylhet International Cricket Stadium   | Sylhet | 18.500    | 1. – 3. WT20 |

## Kaderlisten
Bangladesch benannte seinen WODI-Kader am 18. November 2024.
| WODI | WODI | WTwenty20 | WTwenty20 |
| Bangladesch | Irland | Bangladesch | Irland |
| --- | --- | --- | --- |
| - Nigar Sultana (K, wk) - Nahida Akter (VK) - Marufa Akter - Sharmin Akhter - Shorna Akter - Jahanara Alam - Fargana Hoque - Rabeya Khan - Fahima Khatun - Murshida Khatun - Sultana Khatun - Ritu Moni - Sobhana Mostary - Sanjida Akter Meghla - Taj Nehar | - Gaby Lewis (K) - Ava Canning - Christina Coulter Reilly (wk) - Alana Dalzell - Laura Delany - Sarah Forbes - Amy Hunter (wk) - Arlene Kelly - Aimee Maguire - Jane Maguire - Cara Murray - Leah Paul - Orla Prendergast - Una Raymond-Hoey - Freya Sargent - Alice Tector | - Nigar Sultana (K, wk) - Nahida Akter (VK) - Sharmin Akhter - Dilara Akter - Shorna Akter - Jahanara Alam - Jannatul Ferdus - Rabeya Khan - Fahima Khatun - Murshida Khatun - Sanjida Akter Meghla - Ritu Moni - Sobhana Mostary - Taj Nehar - Fariha Trisna | - Gaby Lewis (K) - Ava Canning - Christina Coulter Reilly (wk) - Alana Dalzell - Laura Delany - Sarah Forbes - Amy Hunter (wk) - Arlene Kelly - Aimee Maguire - Jane Maguire - Cara Murray - Leah Paul - Orla Prendergast - Una Raymond-Hoey - Freya Sargent - Rebecca Stokell |

## Women’s One-Day Internationals

### Erstes WODI in Dakha
| 27. November Scorecard | Dhaka | Bangladesch 252-4 (50)           | – | Irland 98 (28.5) |
|                        |       | Bangladesch gewinnt mit 154 Runs |   |                  |

Bangladesch gewann den Münzwurf und entschied sich als Schlagmannschaft zu beginnen. Als Spielerin des Spiels wurde Sharmin Akhter ausgezeichnet.

### Zweites WODI in Dakha
| 30. November Scorecard | Dhaka | Irland 193-6 (50)                 | – | Bangladesch 197-5 (43.5) |
|                        |       | Bangladesch gewinnt mit 5 Wickets |   |                          |

Irland gewann den Münzwurf und entschied sich als Schlagmannschaft zu beginnen. Als Spielerin des Spiels wurde Nigar Sultana ausgezeichnet.

### Drittes WODI in Dakha
| 2. Dezember Scorecard | Dhaka | Irland 185 (50)                   | – | Bangladesch 186-3 (37.3) |
|                       |       | Bangladesch gewinnt mit 7 Wickets |   |                          |

Irland gewann den Münzwurf und entschied sich als Feldmannschaft zu beginnen. Als Spielerin des Spiels wurde Sharmin Akhter ausgezeichnet.

## Women’s Twenty20 Internationals

### Erstes WTwenty20 in Sylhet
| 5. Dezember Scorecard | Sylhet | Irland 169-5 (20)          | – | Bangladesch 157-7 (20) |
|                       |        | Irland gewinnt mit 12 Runs |   |                        |

Irland gewann den Münzwurf und entschied sich als Schlagmannschaft zu beginnen. Als Spielerin des Spiels wurde Leah Paul ausgezeichnet.

### Zweites WTwenty20 in Sylhet
| 7. Dezember Scorecard | Sylhet | Irland 134-5 (20)          | – | Bangladesch 87 (17.1) |
|                       |        | Irland gewinnt mit 47 Runs |   |                       |

Irland gewann den Münzwurf und entschied sich als Schlagmannschaft zu beginnen. Als Spielerin des Spiels wurde Orla Prendergast ausgezeichnet.

### Drittes WTwenty20 in Sylhet
| 9. Dezember Scorecard | Sylhet | Bangladesch 123-7 (20)       | – | Irland 124-6 (19.5) |
|                       |        | Irland gewinnt mit 4 Wickets |   |                     |

Irland gewann den Münzwurf und entschied sich als Feldmannschaft zu beginnen. Als Spielerin des Spiels wurde Laura Delany ausgezeichnet.

## Auszeichnungen

### Player of the Series
Als Player of the Series wurden die folgenden Spielerinnen ausgezeichnet.
| Serie | Player of the Series |
| ----- | -------------------- |
| WODI  | Faranga Hoque        |
| WT20  | –                    |

### Player of the Match
Als Player of the Match wurden die folgenden Spielerinnen ausgezeichnet.
| Spiel   | Player of the Match |
| ------- | ------------------- |
| 1. WODI | Sharmin Akhter      |
| 2. WODI | Nigar Sultana       |
| 3. WODI | Sharmin Akhter      |
| 1. WT20 | Leah Paul           |
| 2. WT20 | Orla Prendergast    |
| 3. WT20 | Laura Delany        |

## Statistiken

### WODIs
Die folgenden Cricketstatistiken wurden bei dieser Tour erzielt.
| WODIs            | WODIs       | WODIs   | WODIs   | WODIs   | WODIs   | WODIs   | WODIs   | WODIs   |
| Batting          | Batting     | Batting | Batting | Batting | Batting | Batting | Batting | Batting |
| Spieler          | Mannschaft  | Spiele  | Innings | Runs    | Average | HS      | 100s    | 50s     |
| ---------------- | ----------- | ------- | ------- | ------- | ------- | ------- | ------- | ------- |
| Sharmin Skther   | Bangladesch | 3       | 3       | 211     | 70,33   | 96      | 0       | 2       |
| Fargana Hoque    | Bangladesch | 3       | 3       | 172     | 57,33   | 61      | 0       | 3       |
| Amy Hunter       | Irland      | 3       | 3       | 91      | 30,33   | 68      | 0       | 1       |
| Nigar Sultana    | Bangladesch | 3       | 3       | 86      | 43,00   | 40      | 0       | 0       |
| Orla Prendergast | Irland      | 3       | 3       | 83      | 27,66   | 37      | 0       | 0       |
| Bowling          |             |         |         |         |         |         |         |         |
| Spieler          | Mannschaft  | Spiele  | Overs   | Wickets | Average | BBI     | 5W      | 10W     |
| Sultana Khatun   | Bangladesch | 3       | 28.5    | 7       | 12,00   | 3/23    | 0       | 0       |
| Nahida Akter     | Bangladesch | 3       | 29.0    | 6       | 18,33   | 3/23    | 0       | 0       |
| Laura Delany     | Irland      | 2       | 12.5    | 3       | 27,00   | 2/43    | 0       | 0       |
| Fahima Khatun    | Bangladesch | 3       | 20.0    | 3       | 28,00   | 3/43    | 0       | 0       |
| Aimee Maguire    | Irland      | 3       | 26.0    | 3       | 47,66   | 2/38    | 0       | 0       |

### WTwenty20s
| WT20s            | WT20s       | WT20s   | WT20s   | WT20s   | WT20s   | WT20s   | WT20s   | WT20s   |
| Batting          | Batting     | Batting | Batting | Batting | Batting | Batting | Batting | Batting |
| Spieler          | Mannschaft  | Spiele  | Innings | Runs    | Average | HS      | 100s    | 50s     |
| ---------------- | ----------- | ------- | ------- | ------- | ------- | ------- | ------- | ------- |
| Sharmin Akhter   | Bangladesch | 3       | 3       | 95      | 47,50   | 38      | 0       | 0       |
| Gaby Lewis       | Irland      | 3       | 3       | 95      | 31,66   | 60      | 0       | 1       |
| Leah Paul        | Irland      | 3       | 3       | 95      | 47,50   | 79*     | 0       | 1       |
| Sobhana Mostary  | Bangladesch | 3       | 3       | 92      | 30,66   | 46      | 0       | 0       |
| Laura Delany     | Irland      | 3       | 3       | 73      | 36,50   | 36*     | 0       | 0       |
| Bowling          |             |         |         |         |         |         |         |         |
| Spieler          | Mannschaft  | Spiele  | Overs   | Wickets | Average | BBI     | 5W      | 10W     |
| Orla Prendergast | Irland      | 3       | 11.1    | 10      | 5,90    | 4/22    | 0       | 0       |
| Arlene Kelly     | Irland      | 3       | 11.0    | 5       | 10,00   | 3/22    | 0       | 0       |
| Nahida Akter     | Bangladesch | 3       | 12.0    | 4       | 16,50   | 2/20    | 0       | 0       |
| Aimee Maguire    | Irland      | 3       | 10.0    | 3       | 20,66   | 2/25    | 0       | 0       |
| Jannatul Ferdus  | Bangladesch | 3       | 11.0    | 3       | 29,33   | 1/19    | 0       | 0       |